# Placosaris udealis
Placosaris udealis là một loài bướm đêm trong họ Crambidae.